# La viuda de Blanco (telenovela colombiana)
La viuda de Blanco é uma telenovela colombiana produzida pela RTI Televisión e exibida pelo Canal Uno entre 8 de janeiro de 1996 e 7 de março de 1997.
Foi protagonizada por María Helena Döering e Osvaldo Ríos e antagonizada por Ana María Hoyos.

## Sinopse
Esta é a história de Alicia Guardiola, uma jovem e humilde acusada há alguns anos de assassinar Amador Blanco, seu marido. A partir dessa união matrimonial, nasceram dois filhos, os gêmeos Blanco, como são conhecidos na cidade.
Doña Perfecta, sua sogra, nunca concordou com este casamento e, ao saber da morte de seu filho, presumiu que ele havia sido sequestrado e assassinado por criminosos sob a cumplicidade de sua esposa, e é por isso que o ódio dele Em direção a Alicia, ela se multiplicou.
Assim, a mulher implacável manipulou a evidência recolhida através de seu advogado trapaceiro, Laurentino Urbina, para acusar Alicia e fazer "justiça" pela morte de Amador. Guardiola acaba sendo preso na prisão feminina, tendo que suportar vários anos de humilhação e amargura.
Enquanto Alicia paga sua frase, a mãe de Amador aproveita essa situação para tirar os direitos parentais de seus filhos. Enquanto Perfecta se importa profundamente, por um lado instila um imenso amor pela memória de seu pai falecido, mas por outro, um forte ressentimento em relação a sua mãe, que ele considera uma mulher desprezível.
Alicia, por outro lado, é jovem, bonita, de grande caráter e coragem moral. Quando ele obtém sua liberdade condicional por falta de provas, ele tenta recuperar o tempo perdido e quando ele sai da prisão, ele vai para a cidade de Trinidad em busca de seus dois filhos pequenos.
A noite tomar o caminho para aquele lugar, um acidente de carro, o táxi em que viajava na cabeça caiu -na no Campero Diego Blanco, seu irmão até então desconhecido.
Para socorrer a quem ele havia colidido, Diego é absolutamente deslumbrado com a beleza ea aura de mistério em torno Alicia, mas é ainda mais chocada ao vê-la fugir quando, através de fotografias, descobrir que existe uma relação entre este homem e Dona Perfecta , sua mãe.
Na mesma noite que Alicia chega na cidade, Felipe e Duván (os gêmeos) têm um pesadelo em que vêem um acidente e um homem que consegue resgatar uma mulher e um motorista de táxi. Eles contam a sua avó o sonho que eles tiveram.
Perfeitamente os medos para as premonições das crianças, que em outras oportunidades foram bem-sucedidas. Não é errado. Alicia chega em Trinidad e imediatamente aparece na casa de Blanco, em que ponto Dona Perfecta começa uma batalha feroz contra ela.

## Elenco
- María Helena Döering - Alicia Guardiola Vda. de Blanco
- Osvaldo Ríos - Diego Blanco Albarracín
- Consuelo Luzardo - Doña Perfecta Albarracín Vda. de Blanco
- Ana María Hoyos - Iluminada Urbina #1
- Tania Fálquez - Iluminada Urbina #2
- Danilo Santos - Amador Blanco Albarracín
- Álvaro Bayona -  Laurentino Urbina
- Leonor González Mina - Blasina
- Julio del Mar - Don Justino Brinión
- Mateo Rudas - Duván Blanco Guardiola
- Santiago Rudas - Felipe Blanco Guardiola
- Gerardo Calero - Hipólito Revoyo
- Saín Castro - Profesor Pedro Cañón
- Daniel Ariza - Megateo
- Ana Mojica - Profesora Judith Cuestas
- Sandra Pérez - Valeria Sandoval
- Yolandita Monge - Haydé Blanco Albarracín
- Jorge Enrique Abello - Dr. Dimas Pantoja
- Juan Sebastián Aragón - Fabio Júster Brinión
- Fernando Corredor - Profesor Rosales
- Leonor Arango - Ofelia
- Roberto Cano - Ricardo
- Julio Medina
- Lucero Galindo - Mamá de Alicia
- Sigifredo Vega
- Adriana Vera
- Luís Tamayo
- María Inés Herrera - Clarita
- Isabel Campos - Cornelia
- Gabriel González - Querubín
- Vilma Vera - Teresa
- Laura Patino -  Flor
- Jorge Cárdenas - Guillermo "Memo" Aguirre
- Orlando Valenzuela - Miguel Angarita
- Hernan Alvarez - Lieutenant Pablo Rios
- Victor Cifuentes
- Lus Mary Arias
- Luces Velasquez
- Alberto León Jaramillo
- Betty Valderrama
- Agmeth Escaf
- Sandra Guzmán
- Luis Visbet
- Juan Carlos Manrique
- Hector Rivas
- Manuela González

## Versões
- La viuda de Blanco - Telenovela produzida pela Telemundo em 2006 e protagonizada por Itatí Cantoral e Francisco Gattorno[3].